# Fuk sau che ji sei
Fuk sau che ji sei (復仇者之死), comercialitzada internacionalment com Revenge: A Love Story, és una pel·lícula de Hong Kong de 2010 escrita i dirigida per Wong Ching-po.

## Argument
El món de Kit (Juno Mak), un empleat d'una botiga de queviures, és sacsejat per la brutal violació de la seva xicota retardada Wing (Sola Aoi) per part d'un grup de policies. L'home busca venjança dels violadors.

## Repartiment
- Juno Mak com a Chan Kit (陳杰)
- Sola Aoi com a Cheung Wing (張穎)
- Candy Cheung com a Ling
- Chin Siu-ho
- Tony Ho
- Tony Liu

## Crítiques
Catherine Shoard a The Guardian la va anomenar un "horror desconcertant i grotesc que no aconsegueix validar els seus impactes" i li va donar una estrella.

## Premis
| Cerimònia                                            | Any                   | Categoria | Nominat   | Resultat | Przy.                                      |      |                          |               |           |       |
| ---------------------------------------------------- | --------------------- | --------- | --------- | -------- | ------------------------------------------ | ---- | ------------------------ | ------------- | --------- | ----- |
| Cerimònia                                            | Any                   | Categoria | Nominat   | Resultat | Festival Internacional de Cinema de Moscou | 2011 | Premi al millor director | Wong Ching Po | Guanyador | [ 5 ] |
| Premi de la Crítica de Cinema Rus                    | Revenge: A Love Story | Guanyador | [ 6 ]     |          | Festival Internacional de Cinema de Moscou | 2011 |                          |               |           |       |
| Festival Internacional de Cinema Fantàstic de Puchon | Premi al millor actor | Juno Mak  | Guanyador | [ 7 ]    |                                            | 2011 |                          |               |           |       |